# MRPL3
La proteína ribosómica mitocondrial L3 es una proteína que en humanos está codificada por el gen MRPL3.
Las proteínas ribosómicas mitocondriales de mamíferos están codificadas por genes nucleares y ayudan en la síntesis de proteínas dentro de la mitocondria. Los ribosomas mitocondriales (mitorribosomas) consisten en una subunidad 28S pequeña y una subunidad 39S grande. Tienen una composición estimada de proteína a  ARNr del 75 % en comparación con los ribosomas procarióticos, donde esta proporción se invierte. Otra diferencia entre los mitorribosomas de mamíferos y los ribosomas procarióticos es que estos últimos contienen un ARNr 5S. Entre las diferentes especies, las proteínas que comprenden el mitorribosoma difieren mucho en secuencia y, a veces, en propiedades bioquímicas, lo que impide un fácil reconocimiento por homología de secuencia. 
Este gen codifica una proteína de la subunidad grande 39S, que pertenece a la familia de proteínas ribosómicas L3P. Un pseudogén correspondiente a este gen se encuentra en el cromosoma 13q.

## Relevancia clínica
Se ha demostrado que las mutaciones en este gen causan miocardiopatía mitocondrial.